# Xianning
|  | No s'ha de confondre amb Xining. |

Xianning (xinès simplificat: 咸宁; xinès tradicional: 咸寧/咸甯; pinyin: Xiánníng) és una ciutat a nivell de prefectura al sud-est de la província de Hubei, a la República Popular de la Xina. Limita amb Jiangxi al sud-est i Hunan al sud-oest. És coneguda com la "Ciutat de l'Osmanthus".

## Geografia
Xianning es troba al sud-est de la província de Hubei, just al sud de Wuhan, entre la riba sud del riu Iang-Tsé al nord i les muntanyes Mufu al sud. Limita amb Jiangxi al sud-est i Hunan al sud-oest. S'anomena la porta d'entrada sud de Hubei. Xianning és muntanyós (sobretot a la seva part sud), amb algunes planes (majoritàriament al nord) i llacs. Segons el cens del 2020 la seva població era de 2.658.316 habitants, dels quals 657.590 vivien a la zona urbanitzada (o metropolitana) del districte de Xia'nan. La seva superfície és de 1.504 quilòmetres quadrats, el 56% dels quals cobert de boscos. La seva proximitat a Wuhan està transformant la ciutat en un suburbi de la capital de Hubei.

### Clima
Xianning té un clima subtropical humit (Köppen Cfa). La temperatura mitjana mensual normal oscil·la entre els 4,6 °C al gener i els 29,2 °C al juliol; la temperatura mitjana anual és de 17,22 °C i la precipitació anual una mica per sota dels 1.600 mil·límetres.

## Història
Xianning estava sota la jurisdicció del comtat de Nanjun durant la dinastia Qin. Al final de la dinastia Han, Xianning es va convertir en un punt estratègic on es va produir el conflicte; Xianning és un lloc probable per a la batalla dels penya-segats vermells. Durant la Revolució Cultural, va ser una zona important per a les Bases Revolucionàries de Hunan, Hubei i Jiangxi.

## Administració
Xianning està dividida en un districte, 4 comtats, una ciutat a nivell de comtat i una altra àrea:
DistricteDistricte de Xian'an (ubicació de l'àrea urbana principal de Xianning, és a dir, el lloc que els mapes de baixa resolució etiquetarien com a "Xianning")
ComarquesComtat de Tongshan, Comtat de Chongyang, Comtat de Tongcheng, Comtat de Jiayu
CiutatCiutat de Chibi
Altra àreaÀrea de la indústria de tecnologia avançada de Xianning (parc industrial d'alta tecnologia de Xianning)